# Pleurothallis macrocardia
Pleurothallis macrocardia är en orkidéart som beskrevs av Heinrich Gustav Reichenbach. Pleurothallis macrocardia ingår i släktet Pleurothallis och familjen orkidéer. Inga underarter finns listade i Catalogue of Life.